# Contadero
Contadero è un comune della Colombia facente parte del dipartimento di Nariño. 
Il centro abitato venne fondato da Carlos Guerrero Chamorro nel 1869.